# Bertil Carlsson
Pour les articles homonymes, voir Carlsson.
Bertil Carlsson (né le 25 août 1903 et décédé le 26 novembre 1953) est un ancien sauteur à ski suédois.

## Palmarès

### Championnats du monde
| Épreuve / Édition | Cortina d'Ampezzo 1927 |
| Individuel        | Bronze                 |